# Plan Elif
Plan Elif bio je jedan od dvaju obrambenih planova TO BiH. Teritorijalna obrana (TO) je prema jugoslavenskom sustavu obrane bila sastavni dio JNA. Veći dio Muslimana-Bošnjaka držao se tog jugoslavenskog sustava obrane, s TO. Ali Hrvati iz Bosne i Hercegovine su se organizirali kroz HVO, prišao im je dio Muslimana i u otporu velikosrpskom agresoru zajednički su svoje domove branili kroz HVO. Muslimansko vodstvo BiH napravilo je dva obrambena plana. Autor im je glavni zapovjednik štaba TO Muharem Šabić. Prema planu Elif, obrana je predviđena u suradnji s HVO-om. Postojao je i plan Be, koji nije predviđao zajedničku obranu, pa su već zbog toga nastale napetosti.